# Richard III (film, 1912)
Pour les articles homonymes, voir Richard III (homonymie).
Pour plus de détails, voir Fiche technique et Distribution.
Richard III est un film muet franco-américain réalisé par André Calmettes et James Keane (en), sorti en 1912. Ce film est une adaptation de la pièce éponyme de William Shakespeare.

## Synopsis
Cette volonté de pouvoir ne fait pas de Richard l'incarnation du Diable que l'on a souvent décrite : elle naît plutôt d'un désir de revanche sur la Nature qui l'a fait difforme et sur la société entière, sur ceux qu'il a aidés à prendre le pouvoir et qui le rejettent une fois que ses mains sont salies (c'est lui qui a tué Henry VI et ainsi permis à Edouard de monter sur le trône).
Il va donc les tromper, les monter les uns contre les autres pour devenir roi.
Contre l'insignifiance et la mesquinerie qui l'entourent, Richard prend le parti de l'absolu : Le Mal absolu, certes, mais qui naît de sa liberté propre.
Comme le Caligula de Camus, Richard III va au bout de ses idées, dénonçant par ses propres crimes l'absurdité du Monde.
Mais tout se paye. Les fantômes de ceux qu'il a tués viendront hanter Richard, qui confronté aux remords, presque schizophrène, connaîtra la peur. Enfin, lors de la bataille finale, alors que son cheval est tombé sous lui, il crie « Un cheval! Mon royaume pour un cheval! » et tombe sous les coups de Richmond...

## Fiche technique
- Titre : Richard III
- Réalisation : André Calmettes et James Keane
- Scénario : James Keane, d'après la pièce de William Shakespeare
- Production : J. Stuart Blackton et M.B. Dudley
- Compagnie de production : Le Film d'art / M.B. Dudley Amusement Co. / Sterling Camera and Film Company
- Pays de production : USA / France
- Durée : 55 minutes
- Format : Muet - Noir et blanc - 1,33:1 - 35 mm
- Genre : Drame, historique et biopic
- Date de sortie : 
  - États-Unis : 15 octobre 1912

## Distribution
- Robert Gemp : le roi Edouard IV
- Frederick Warde : Richard, duc de Gloucester, futur Richard III
- Albert Gardner : le prince Édouard de Lancastre
- James Keane (en) : Henri comte de Richmond, futur Henri VII
- Virginia Rankin : Georges Plantagenêt, frère d'Edouard IV
- George Moss : Tressel
- Howard Stuart : Édouard Plantagenêt
- Violet Stuart : Anne Plantagenêt
- Carey Lee : la reine Elizabeth 1re
- Carlotta De Felice : la princesse Elizabeth

## Autour du film
- Le film, une coproduction franco-américaine, fut produit par la compagnie Le Film d'art et sortit indépendamment du système de droits[réf. souhaitée].
- Longtemps considéré comme perdu, une copie fut retrouvée dans une collection privée en 1996 et donnée à l'American Film Institute. Il est considéré aujourd'hui comme le premier long métrage américain encore existant[1].